# Гельдыев, Ата Оразмухаммедович
Ата Оразмухаммедович Гельдыев (род. 27 января 1990, Ашхабад) — туркменский футболист, защитник клуба «Ахал» и национальной сборной Туркменистана.

## Биография
В 2006 году футболист был в заявке столичного «МТТУ», команда в том сезоне стала чемпионом Туркменистана. В 2009—2011 годах выступал в высшем дивизионе за «Ашхабад», 14 мая 2010 года отличился хет-триком в матче против «Ахала» (4:0), а в 2011 году стал бронзовым призёром чемпионата и финалистом Кубка Туркменистана. В 2013—2014 годах играл за «Ахал», стал обладателем национального кубка 2013 года и Суперкубка 2014 года, в обоих финальных матчах забивал голы. По некоторым данным, в 2014 году также был в составе «Алтын Асыра». В 2017 году снова играл за «Ахал», в том сезоне стал вице-чемпионом и обладателем Кубка Туркменистана.
В начале 2018 года перешёл в клуб чемпионата Индонезии «Персеру» (Серуи), но спустя пару месяцев вернулся в «Ахал» и играл в его составе в Кубке АФК.
Летом 2018 года перешёл в киргизский клуб «Алай», по итогам сезона стал серебряным призёром чемпионата Кыргызстана.
В марте 2020 году Гельдыев перешёл в кыргызстанскую «Абдыш-Ату». 14 марта 2020 года Гельдыев дебютировал в основном составе «Абыдш-Аты» в матче чемпионата Кыргызстана с «Кара-Балтой» (2:0).
30 марта 2021 года туркменский клуб «Ахал» подписал Гельдыева на правах свободного агента.

### Карьера в сборной
В составе молодёжной сборной Туркменистана принимал участие в Кубке Содружества 2012 года, сыграл на турнире 6 матчей.
Неоднократно вызывался в расширенный состав национальной сборной Туркменистана. В 2014 году был в составе сборной в финальном турнире Кубка вызова АФК, но во всех матчах оставался запасным. В конце 2018 года выходил на поле в игре против иранского клуба, но в официальных матчах не играл.

## Личная жизнь
Сын туркменского футбольного тренера — Оразмухаммеда Гельдыева.  Младший брат футболиста Сердара Гельдыева.